# Verwaltungsgemeinschaft Teichel
Die Verwaltungsgemeinschaft Teichel lag im thüringischen Landkreis Saalfeld-Rudolstadt. In ihr waren die Stadt Teichel und sieben Gemeinden zur Erledigung ihrer Verwaltungsgeschäfte zusammengeschlossen. Ihr Verwaltungssitz befand sich in der Stadt Teichel.

## Die Gemeinden
- Ammelstädt
- Geitersdorf
- Haufeld
- Milbitz
- Neckeroda
- Teichel, Stadt
- Teichröda
- Treppendorf

## Geschichte
Die Verwaltungsgemeinschaft wurde am 1. Juli 1991 gegründet. Die Auflösung erfolgte am 1. Januar 1997, da sich alle Mitgliedsgemeinden, außer Neckeroda, zur Stadt Remda-Teichel zusammenschlossen. Neckeroda hingegen ließ sich in die Stadt Blankenhain im benachbarten Landkreis Weimarer Land eingemeinden.